# Anopheles coustani
Anopheles coustani este o specie de țânțari din genul Anopheles, descrisă de Laveran în anul 1900. Conform Catalogue of Life specia Anopheles coustani nu are subspecii cunoscute.

## Galerie

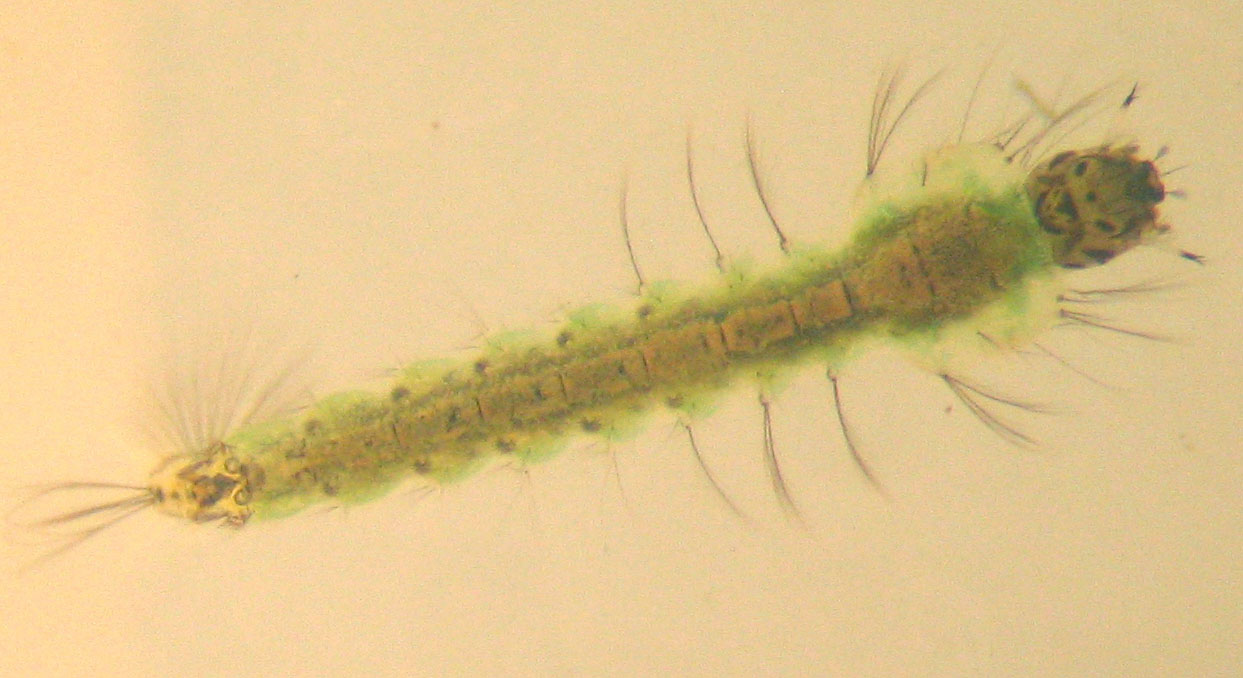